# Seoraksan-Nationalpark
Der Seoraksan-Nationalpark (설악산국립공원) ist ein Nationalpark in der südkoreanischen Provinz Gangwon-do. Zu dem Park gehört neben dem Berg Daecheong (1708 m) auch der Baekdamsa- und der Sinheungsa-Tempel sowie einige Wasserfälle. Wegen seiner beeindruckenden Natur gehört er nicht nur zu den beliebtesten Nationalparks in Südkorea, er ist ein von der UNESCO anerkanntes Biosphärenreservat, in der Liste der südkoreanischen Welterbestätten hat der Park den Tentativ-Status.

## Lage und Geographie
Der Nationalpark liegt ein paar Kilometer westlich der Stadt Sokcho. Die vielen Touristen aus dem Großraum erreichen den Nationalpark über die Expressways 46 und 31. Der Park befindet sich im Taebaek, dessen höchster Gipfel der Daecheong ist. Der Park erstreckt sich über die Landkreise Sokcho, Inje, Goseong und Yangyang. Der Park ist in die Bereiche Inner Seorak, Outer Seorak und Southern Seorak aufgeteilt. Zu den vielen Attraktionen des Parks gehören auch die Wasserfälle wie der Biryong-Wasserfall (Deutsch: fliegender Drache).

## Flora und Fauna
Im Nationalpark wurden 1400 verschiedene Pflanzenarten wie das Edelweiß  und über 2000 Tierarten nachgewiesen, unter denen sich neben Rehen und Ottern auch der seltene Langschwanzgoral befindet.

## Wanderwege
Im Nationalpark gibt es sehr viele unterschiedliche Wanderwege, wie in den Nationalparks in Südkorea üblich werden sie abwechselnd gesperrt, damit die Natur an den jeweiligen Stellen Gelegenheit hat, sich zu erholen. Bei starken Schneefällen können einige der Gipfeltouren aber auch aus Sicherheitsgründen gesperrt werden.

## Tempel
Der Baekdamsa-Tempel befindet sich im Bereich Inner Seorak. Die Anlage beherbergt den Nationalschatz Nr. 1128. Es ist eine hölzerne Amitabha-Buddha-Statue aus dem Jahre 1748, sie gilt als eine der herausragendsten Statuen jener Epoche.
Der Tempel Sinheungsa befindet sich am Haupteingang des Nationalparks. Neben den Tempelbauten ragt vor allem der Tongil Daebul, der Große Budda der Wiedervereinigung, heraus.